# نادي ترنتشين
نادي ترنتشين (بالسلوفاكية:  Trenčín)‏ هو نادي كرة قدم سلوفاكي في ترنتشين. أُسس عام 1992. يلعب الفريق في دوري السوبر السلوفاكي.

## القمصان القديمة
| أساسي 1994–95   | احتياطي 1994–95 | أساسي 1996–03   |
| احتياطي 1996–03 | أساسي 2003–08   | احتياطي 2003–08 |